# John Layfield
John Charles Layfield (Sweetwater, 29 de novembro de 1966) é um ex-lutador e comentarista de wrestling profissional, que atualmente trabalha para a WWE e para a Fox News, como analista financeiro. Layfield é também conhecido como Justin "Hawk" Bradshaw, Blackjack Bradshaw, Bradshaw e John "Bradshaw" Layfield (JBL).
O principal personagem de Layfield - JBL – um rico, falastrão e explosivo homem de negócios, foi inspirado nas reais conquistas de Layfield como investidor na bolsa de valores. Layfield é um comentarista do programa The Cost of Freedom na Fox News Channel, apareceu em diversos programas na CNBC e escreveu um livro best-seller chamado Have More Money Now. (ISBN 0-7434-6633-0). Layfield também apresenta um programa de rádio na Talk Radio Network, onde discute políticas conservadoras. Layfield é, também, vice-presidente sênior na Northeast Securities.
Na WWE, Layfield conquistou um total de 24 títulos, incluindo um reinado como Campeão da WWE, um reinado como Campeão dos Estados Unidos, um reinado como Campeão Europeu, dezessete reinados como Campeão Hardcore, um reinado como Campeão Intercontinental e três reinados como Campeão Mundial de Duplas com Faarooq, como parte da Acolytes Protection Agency (APA). Ele também é reconhecido como o vigésimo Campeão da Tríplice Coroa e décimo segundo Campeão do Grand Slam.

## Carreira no futebol americano
Antes de sua carreira no wrestling profissional, Layfield foi técnico de futebol americano universitário, treinando o time da Trinity Valley Community College, e jogador da Abilene Christian University. Em Abilene, Layfield jogou como offensive line por dois anos, sendo nomeado first-team All-Lone Star Conference como calouro e veterano. Layfield foi contratado pelos Los Angeles Raiders, mas acabou demitido antes do início da temporada de 1990. Layfield jogou na World League of American Football, começando todos os dez jogos da temporada de 1991 como right tackle pelos San Antonio Riders, vestido a camisa 61.

## Carreira no wrestling profissional

### Global Wrestling Federation (1992—1994)
Layfield foi treinado inicialmente por Brad Rheingans, lutando na Global Wrestling Federation (GWF) no Texas. Seu primeiro personagem foi "Johnny Hawk", primo dos irmãos Windham. Ele formou a dupla "Texas Mustangs" com Bobby Duncum, Jr.; eles rapidamente conquistaram o Campeonato de Duplas da GWF de Rough Riders (Black Bart e Johnny Mantelle) em 27 de novembro, mas perderam o título para Bad Breed (Ian e Axl Rotten) em 29 de janeiro de 1993. Mais tarde naquele ano, Hawk ganhou seu segundo Campeonato de Duplas, com Black Bart, em 15 de dezembro, derrotando Steve Dane e Chaz Taylor. Eles mantiveram o título por um longo tempo, até o perderem para The Fabulous Freebirds (Jimmy Garvin e Terry Gordy) em 3 de junho de 1994. Layfield também conquistou o Campeonato Norte-Americano dos Pesos-Pesados em 14 de janeiro de 1995, derrotando Kevin Von Erich. Dois meses depois, ele perdeu o título para Greg "The Hammer" Valentine.

### World Wrestling Federation/Entertainment / WWE (1995—2012)

#### Estreia e New Blackjacks (1996—1998)
Após três anos lutando no circuito independente, Layfield foi contratado pela World Wrestling Federation (WWF) no fim de 1995, estreando em janeiro de 1996 como Justin "Hawk" Bradshaw. Seu personagem inicial era um cowboy durão. Após vencer combates, ele marcava seus oponentes com o símbolo "JB" em tinta. Com Uncle Zebekiah como manager, o personagem desapareceu gradualmente.
Layfield aliou-se a seu primo (na história) Barry Windham para formar The New Blackjacks, completo com o guidão, bigodes, calças e cabelos negros.
Devido à lesões de Windham ao fim de 1997, a dupla separou-se e Layfield passou a lutar ocasionalmente como "Blackjack Bradshaw", às vezes com o também texano Terry Funk. Ele ganhou o direito por um combate pelo Campeonato Norte Americano dos Pesos-Pesados da NWA contra Jeff Jarrett no No Way Out of Texas: In Your House, vencendo por desqualificação. Em 1998, ele enfrentou lutadores como Marc Mero no Mayhem in Manchester, Kaientai (Funaki, Dick Togo e Men's Teioh) com Taka Michinoku no Over the Edge, e Vader no Breakdown.

#### The Acolytes / Acolytes Protection Agency (1998—2002)

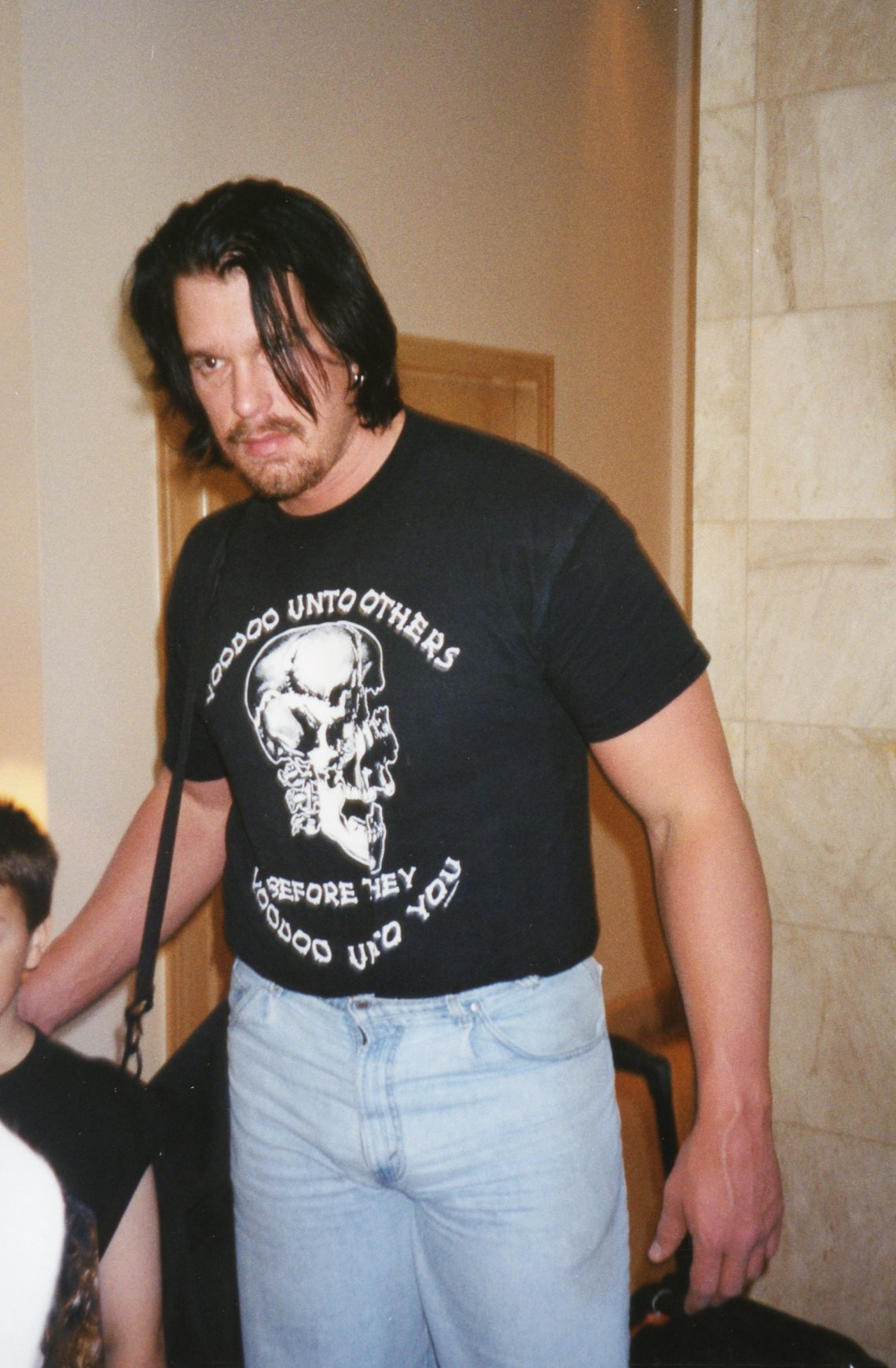
Bradshaw durante seu tempo com a Acolytes Protection Agency

No final de 1998, Bradshaw aliou-se ao ex-membro da Nation of Domination Faarooq, formando a dupla Hell's Henchmen, com Jackyl como manager. Após Jackyl deixar a WWF, Faarooq e Bradshaw aliaram-se ao Ministry of Darkness de The Undertaker sob o nome de The Acolytes. O Ministry manteve uma rivalidade com a Corporation. Como parte do Ministry, Bradshaw manteve uma rivalidade com Ken Shamrock. Depois de um tempo, os dois grupos se uniram, formando o Corporate Ministry, mas separaram-se quando Stone Cold Steve Austin derrotou Undertaker no Fully Loaded. Quando Undertaker entrou em um hiato em setembro, Bradshaw e Faarooq deixaram os personagens soturnos de lado.
No Raw is War de 31 de maio de 1999, os Acolytes (ainda com o Corporate Ministry) ganharam o primeiro Campeonato de Duplas da WWF ao derrotar Kane e X-Pac. No Raw is War de 5 de julho, eles perderam o título para os Hardy Boyz (Matt e Jeff) antes de derrotar os Hardys e Michael "P.S." Hayes no Fully Loaded para reconquistar o título. No Raw is War de 9 de agosto, eles perderam o título para Kane e X-Pac.
Os dois tornaram-se mocinhos e mudaram de personagens, interpretando brigões de bar que aceitavam proteger lutadores para ganhar dinheiro. Faarooq e Bradshaw tornaram-se a Acolytes Protection Agency (APA), com o ditado que dizia "porque precisamos de dinheiro para cerveja."
Os Acolytes ganharam o direito por uma luta pelo Campeonato de Duplas no Royal Rumble, ao derrotar os New Age Outlaws (Road Dogg e Billy Gunn), mas foram derrotados na luta. A próxima luta por título aconteceria no Fully Loaded, quando enfrentaram Edge e Christian. Os Acolytes venceram a luta por desqualificação, não conquistando o título. Após novamente deixar de ganhar o título em 2000, a APA venceu o terceiro Campeonato de Duplas da WWF em 9 de julho de 2001, no Raw is War ao derrotar Dudley Boyz (Bubba Ray e D-Von). No SmackDown! de 9 de agosto, eles perderam o título para Diamond Dallas Page e Chris Kanyon.
No Raw is War de 22 de outubro, Bradshaw derrotou The Hurricane para vencer o Campeonato Europeu, seu primeiro título individual na WWF. Ele perdeu o título para Christian no SmackDown! de 1 de novembro. No No Way Out de 2002, APA venceu uma luta Tag Team Turmoil e como resultado, eles tiveram uma luta no WrestleMania X8 com os Hardys e os Dudleys, em uma luta de eliminação. Os campeões Billy e Chuck mativeram o título.

#### Lutador individual (2002—2003)

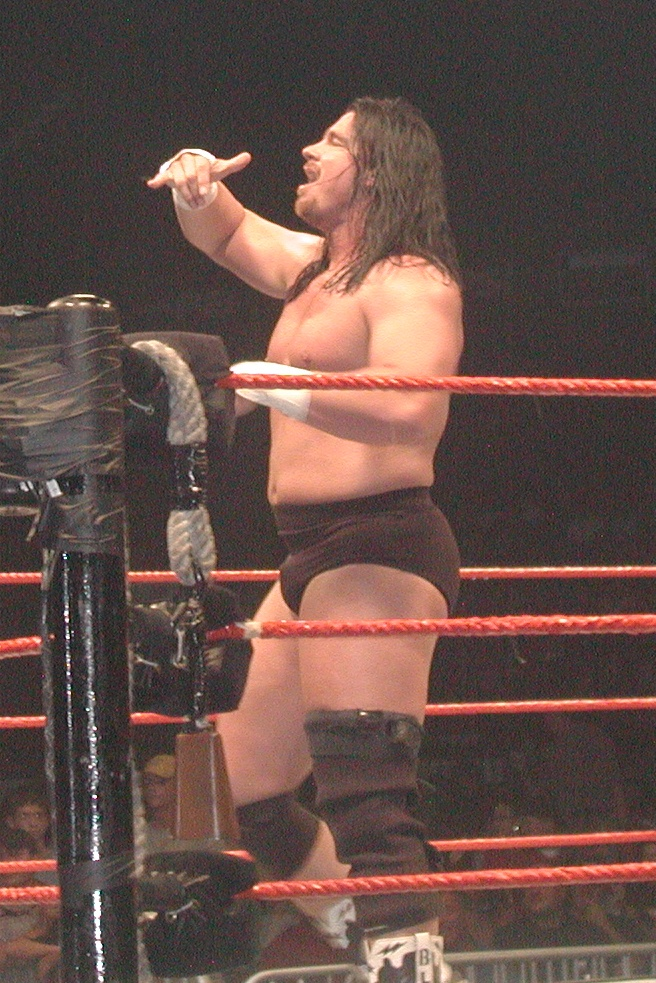
Layfield em um evento não-televisionado em 2002

Logo após o WrestleMania, Faarooq e Bradshaw se separaram graças ao Draft de 2002. Layfield foi transferido para o Raw, onde suas raízes texanas foram enfatizadas em seu personagem. Ele se tornou parte da divisão hardcore, conquistando o Campeonato Hardcore dezessete vezes, com sua primeira vitória se dando após derrotar Steven Richards. Ele renomeou o título "Campeonato do Texas". Durante essa época, seu movimento de finalização, "Clothesline From Hell", foi renomeado "Clothesline From Texas" e "Clothesline From Deep in the Heart of Texas".
Na divisão hardcore, Bradshaw manteve rivalidades e trocou o título em séries de lutas com Richards, Shawn Stasiak, Raven, Christopher Nowinski, Big Show, Justin Credible, Johnny Stamboli, Crash Holly, Jeff Hardy e Tommy Dreamer, antes do título ser unificado ao Campeonato Intercontinental por Rob Van Dam em agosto de 2002. Em setembro de 2002, Layfield lesionou seu bíceps, deixando às lutas por seis meses até retornar ao Ohio Valley Wrestling e, semanas depois, ao elenco principal da WWE.

#### Reunião da APA (2003—2004)
Bradshaw retornou no SmackDown! em 2003, aliando-se a Farooq para salvar Undertaker de Chuck Palumbo e Johnny Stamboli. Layfield retornou com um novo visual, de cabelos curtos e sem barba. Bradshaw e Farooq voltariam a jogar pôquer, beber cerveja e subornar lutadores. Diferentemente de antes, os dois não aceitariam contratos de proteção de outros lutadores. No Vengeance, Bradshaw venceu uma luta de bar que também envolvia Farooq e diversos outros empregados da WWE. Os dois enfrentariam os Basham Brothers (Doug e Danny) no No Mercy e The World's Greatest Tag Team (Charlie Haas e Shelton Benjamin) no No Way Out. No WrestleMania XX em 2004, eles participaram de uma luta pelo Campeonato de Duplas da WWE. No SmackDown! de 18 de março, os dois foram derrotados por Rikishi e Scotty 2 Hotty. Como estipulação, Bradshaw e Farooq deveriam deixar o SmackDown!. O Gerente Geral Paul Heyman, frustrado por um insulto da APA, anunciou que apenas Farooq estaria demitido, enquanto Bradshaw continuaria empregado. Farooq decidiu abandonar a dupla quando Bradshaw hesitou em deixar o SmackDown! com ele.

#### JBL, Campeão da WWE e The Cabinet (2004—2005)

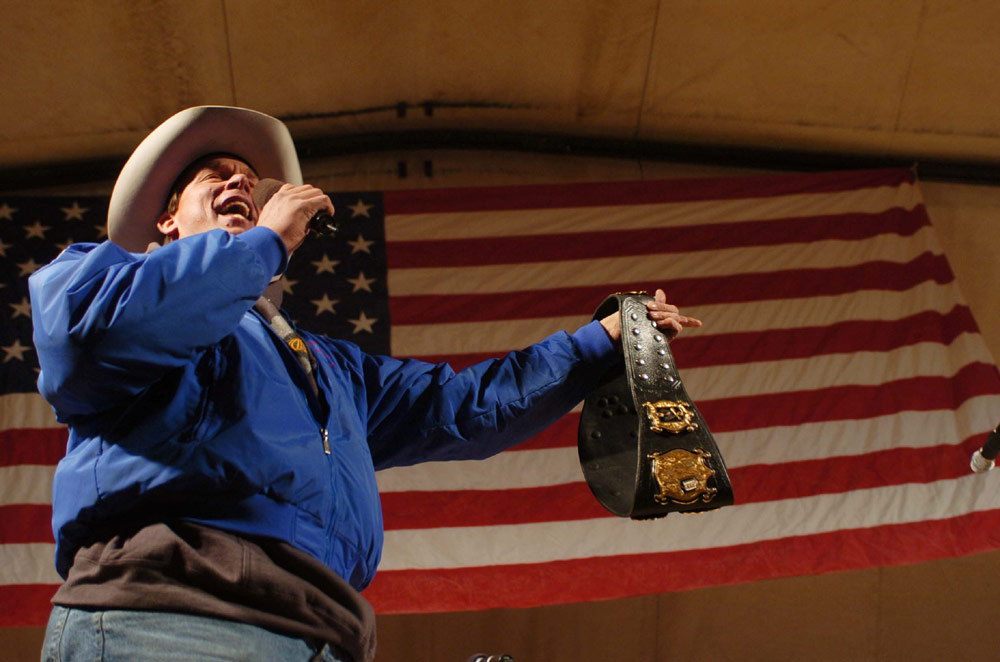
John "Bradshaw" Layfield durante seu reinado como Campeão da WWE.

Após o personagem Faarooq deixar a televisão, Bradshaw assumiu um personagem vilanesco, trajando terno, gravata e chapéu de cowboy. Ele passou a referir-se a si mesmo como John "Bradshaw" Layfield, ou simplesmente "JBL". Seu movimento de finalização tornou-se Clothesline From Wall Street por um curto período de tempo. Em sua primeira aparição como este novo personagem, JBL "caçou" imigrantes ilegais na fronteira entre Texas e México para ganhar o "Grande Prêmio Americano", que dava direito a uma luta pelo Campeonato da WWE. Ele venceu com a ajuda do Gerente Geral Kurt Angle, imediatamente desafiando Eddie Guerrero pelo título. Na história, JBL teria causado um ataque cardíaco na mãe de Eddie, ao ameaçá-la em um evento não televisionado. No Judgment Day, JBL derrotou Guerrero por desqualificação. JBL conquistou o título de Guerrero em uma luta na qual os dois estavam amarrados um ao outro no The Great American Bash. Angle reverteu a decisão original do árbitro, dando a vitório e o título para JBL. JBL venceu uma revanche duas semanas depois, em uma luta em uma jaula de ferro, com a ajuda de Angle.
Após afirmar que não defenderia o título no SummerSlam, JBL foi desafiado por The Undertaker. Nesta época, JBL contratou Orlando Jordan para ajudá-lo em lutas por títulos. No SummerSlam, JBL venceu a luta por desqualificação. Após a luta, Undertaker aplicou um chokeslam em JBL no teto de sua limosine. Theodore Long marcou uma luta entre Undertaker e JBL no No Mercy. O vencedor seria quem colocasse o outro em um caixão e em um carro fúnebre. JBL manteve o título com ajuda de Heidenreich. No Survivor Series, JBL derrotou Booker T para manter o título após nocautear Booker com o cinturão enquanto o árbitro estava desacordado. JBL derrotou Eddie Guerrero, The Undertaker e Booker T no Armageddon após nova interferência de Heidenreich.

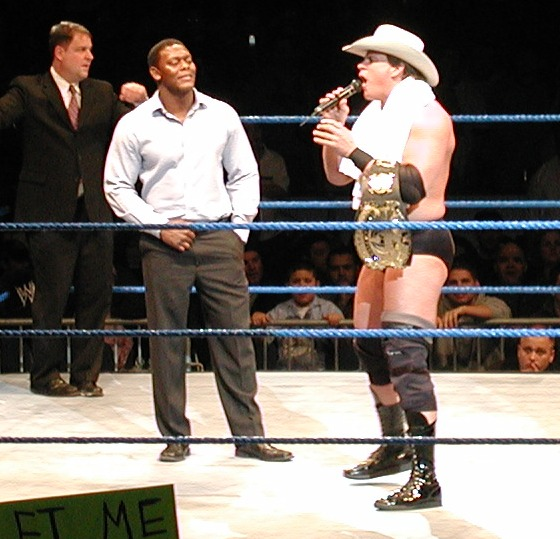
The Cabinet: "Chefe de Estado" Orlando Jordan e Layfield, Campeão da WWE

Durante seu tempo como Campeão da WWE, JBL contratou empregados, formando o grupo ("stable") The Cabinet. Em seu auge, faziam parte do grupo Orlando Jordan, "Chefe de Estado" de JBL e Doug e Danny Basham, os "Co-Secretários de Defesa", até deixarem o grupo no SmackDown! de 16 de junho de 2005. Amy Weber também fez parte da aliança, sendo a consultora de imagem de JBL, até deixar a WWE, que explicou a ausência de Weber dizendo que ela havia sido demitida por JBL após um evento no Japão. Durante o evento, Weber teria acertado JBL com uma arma tranquilizante acidentalmente.
No Royal Rumble, ele derrotou Big Show e Kurt Angle para manter o título. Ele manteve novamente o título contra Big Show na primeira luta em uma jaula de ferro com arame farpado no No Way Out: ele conseguiu escapar por debaixo do ringue, após Big Show quebrar o mesmo aplicando em JBL um chokeslam. No SmackDown! seguinte, JBL realizou uma festa em celebração ao seu reinado, mas foi interrompido por Show e pelo recém nomeado desafiante pelo Campeonato da WWE, John Cena.
JBL perdeu seu título para John Cena no WrestleMania 21. O reinado de Layfield, que durou nove meses, foi anunciado como o mais longo da década, durando 280 dias. No SmackDown! de 28 de abril, JBL derrotou Big Show, Booker T e Kurt Angle em uma luta de eliminação para tornar-se o desafiante pelo título, mas foi novamente derrotado por Cena no Judgment Day, em uma luta "I Quit."

#### Várias rivalidades e Campeão dos Estados Unidos (2005—2006)
Em 12 de junho, Layfield apareceu no ECW One Night Stand como antiECW. Durante a noite, ele atacou The Blue Meanie em um discurso. WWE capitalizou no acontecimento, recontratando Meanie, que reuniu-se à Blue World Order no SmackDown! de 7 de julho, com Nova e Stevie Richards, derrotando Layfield com a ajuda do Campeão Mundial dos Pesos-Pesados Batista, que havia sido transferido para o SmackDown! algumas semanas após Cena ser transferido para o Raw.

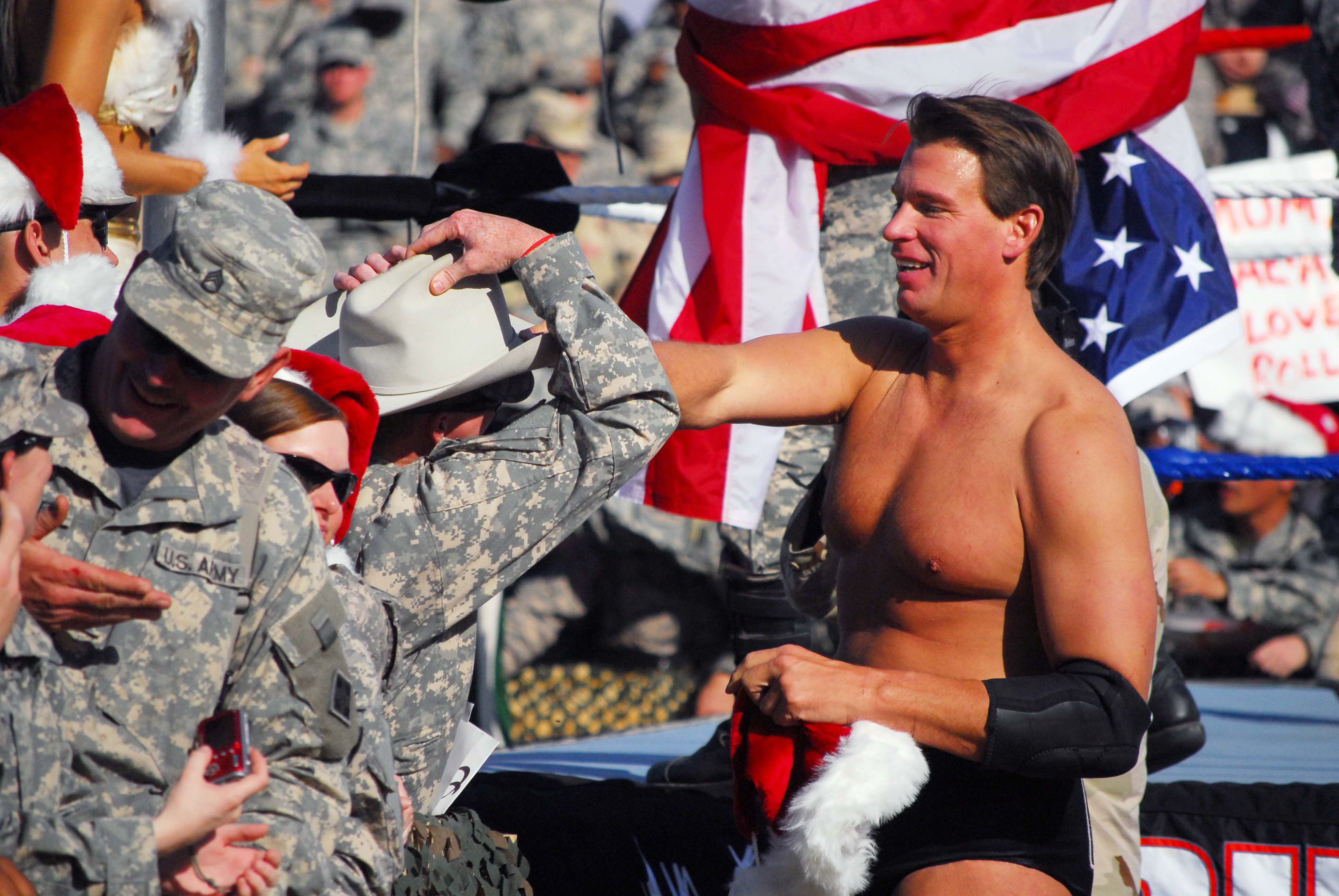
Layfield no Tribute to Troops

Layfield e Batista se enfrentaram no The Great American Bash pelo Campeonato Mundial. JBL venceu a luta por desqualificação e Batista manteve o título. No SummerSlam, Batista derrotou Layfield em uma revanche. JBL foi derrotado em outra revanche no SmackDown! de 9 de setembro, em uma luta durante o qual os Batista e JBL foram amarrados por uma corda.
No SmackDown! de 16 de setembro, JBL foi derrotado por Rey Mysterio, o que iniciou uma rivalidade entre os dois que durou quase oito meses. Layfield, então, contratou Jillian Hall para "concertar" sua carreira. No No Mercy, JBL derrotou Mysterio em uma revanche.
No início de 2006, JBL começou uma rivalidade com The Boogeyman, que o assustou diversas vezes. Boogeyman derrotou JBL no Royal Rumble. Seu próximo oponente foi Bobby Lashley, quem Layfield derrotou no No Way Out. No SmackDown! de 24 de fevereiro, JBL teve uma mão quebrada por Chris Benoit durante uma luta de trios. Layfield retornou e manteve uma rivalidade com Benoit, o derrotando para conquistar o Campeonato dos Estados Unidos no WrestleMania 22. No SmackDown! de 21 de abril, JBL demitiu Jillian Hall por um erro cometido por ela durante uma luta em uma jaula de ferro entre JBL e Benoit na semana anterior.
JBL, enquanto ainda Campeão dos Estados Unidos, tornou-se um desafiante pelo Campeonato Mundial dos Pesos-Pesados, tentando enfraquecer o então-campeão Rey Mysterio nas semanas anteriores a uma defesa de título contra um oponente escolhido por JBL. Mysterio foi derrotado por Mark Henry e The Great Khali, antes de enfrentar Kane em uma luta sem vencedor. No Judgment Day, Mysterio derrotou JBL para manter o título. No SmackDown! de 26 de maio, Layfield perdeu o Campeonato dos Estados Unidos para Lashley. Ele foi novamente derrotado por Mysterio, no SmackDown!. Antes da luta, ele afirmou que deixaria o programa caso fosse derrotado. JBL, mais tarde, afirmou não ter assinado um contrato com Theodore Long, recusando-se a deixar o programa.

#### Semi-aposentadoria e comentarista (2006—2007)
No One Night Stand, Layfield anunciou que substituiria Tazz como comentarista do SmackDown!. Ele fez sua estreia como comentarista vilanesco no SmackDown! de 16 de junho. Layfield escreveu um artigo no TheStreet.com, anunciando que estava se aposentando das lutas. Ele escreveu "Eu acredito que não se pode lutar contra o tempo. Costas quebradas em uma luta na Inglaterra, aliadas a uma hérnia de disco inchada, finalmente me fez perceber que minha carreira como lutador profissional estava acabada. Eu finalmente me tornei um comentarista, como Jesse Ventura fez antes de mim."
JBL retornou ao ringue em 13 de novembro de 2006, na luta principal em um evento não-televisionado em Dublin. JBL aliou-se a Mr. Kennedy e King Booker contra os Brothers of Destruction (Kane e The Undertaker) e Batista. No SmackDown! de 22 de dezembro, JBL xingou Theodore Long e os fãs por torcerem durante a luta Inferno no Armageddon.
No SmackDown! de 12 de outubro de 2007, Layfield foi anunciado como uma das opções em quem os fãs poderiam votar para escolher o árbitro da luta pelo Campeonato Mundial dos Pesos-Pesados entre Batista e The Undertaker no Cyber Sunday. Stone Cold Steve Austin venceu a votação. No Cyber Sunday, ele brigou com os outros candidatos, recebendo um Stone Cold Stunner de Austin. Nas semanas anteriores ao evento, Layfield atacou e foi atacado por Batista e Undertaker, dizendo estar aposentado, não morto, e que ele deveria ser respeitado.

#### Busca por títulos e aposentadoria (2007—2009)
JBL estava presente na mesa de comentaristas do SmackDown durante a luta pelo Campeonato da WWE entre Randy Orton e Chris Jericho no Armageddon. Durante a luta, Orton jogou Jericho na mesa dos comentaristas. Jericho empurrou JBL para fora do caminho. Minutos depois, Layfield atacou Jericho, causando uma desqualificação e fazendo Orton manter o título.
No Raw de 17 de dezembro de 2007, JBL anunciou que voltaria a lutar, em resposta a um desafio feito por Jericho. No SmackDown! de 21 de dezembro, JBL fez seu anúncio de despedida do programa, marcando oficialmente seu retorno ao Raw para 31 de dezembro. Jericho foi desqualificado durante a luta dos dois no Royal Rumble. Os dois se enfrentaram em uma revanche no Raw de 11 de fevereiro, com Jericho vencendo.
No Raw de 18 de fevereiro, JBL interferiu na luta em uma jaula de ferro entre Mr. McMahon e seu (na história) filho bastardo, Hornswoggle. Após McMahon atacar Hornswoggle com seu cinto, JBL atacou Finlay, que tentava salvar Hornswoggle, o algemando às cordas do ringue. Após McMahon deixar o ringue, JBL atirou Hornswoggle nas paredes da jaula. JBL later revealed to McMahon that Hornswoggle was Finlay's storyline son, not McMahon's. Em 29 de março, JBL introduziu Jack e Gerald Brisco ao Hall da Fama da WWE. Em 30 de março, JBL derrotou Finlay em um Belfast Brawl no WrestleMania XXIV.

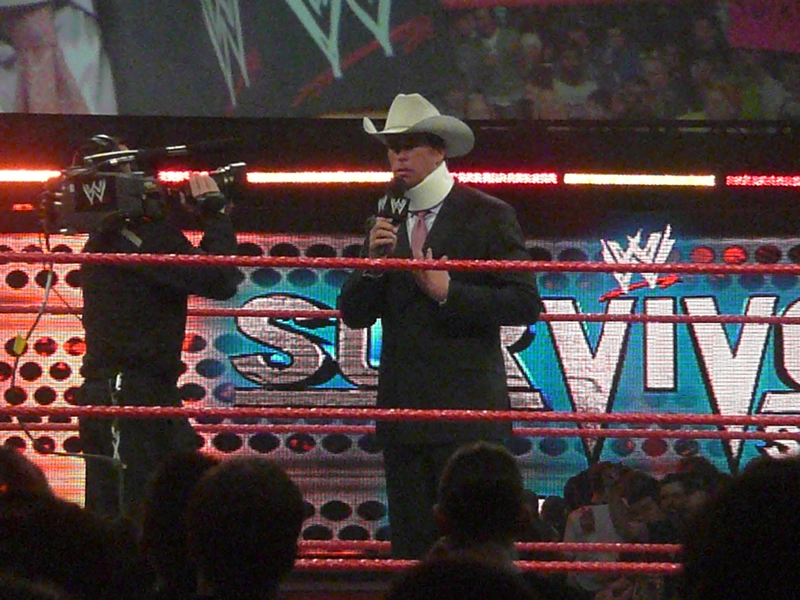
JBL no Raw em novembro de 2008.

A primeira luta por título de JBL desde seu retorno foi uma luta de eliminação no Backlash pelo Campeonato da WWE de Orton, também incluindo John Cena e Triple H. JBL foi eliminado da luta por Cena, reiniciando a rivalidade entre os dois. Cena derrotou JBL no Judgment Day e no One Night Stand em uma luta First Blood. Ele conseguiu derrotar Cena em uma New York City Parking Lot Brawl no The Great American Bash.
JBL manteria uma rivalidade com CM Punk, o então Campeão Mundial dos Pesos-Pesados. Durante a rivalidade, JBL criticou o estilo de vida straight edge de Punk, o desafiando para um confronto que ele não poderia vencer. O desafio era um concurso de bebidas alcoólicas. Durante o concurso, Punk jogou sua bebida no rosto de JBL. No SummerSlam, JBL foi derrotado por Punk. No Unforgiven, JBL enfrentou Batista, Kane, Rey Mysterio e Chris Jericho (substituindo Punk, que havia sido atacado por Orton) em uma Championship Scramble pelo Campeonato Mundial. Jericho venceria o combate, no entanto. No No Mercy, JBL foi derrotado por Batista em uma luta que definiria o desafiante pelo Campeonato Mundial dos Pesos-Pesados.
Em novembro de 2008, JBL começou uma rivalidade com Shawn Michaels. Michaels teria perdido as economias de sua família devido a crise financeira, tornando-se empregado de Layfield. Após falhar em ajudar JBL a conquistar o Campeonato Mundial dos Pesos-Pesados de John Cena no Royal Rumble, Michaels aceitou participar de uma luta "Tudo ou Nada" no No Way Out contra JBL. Após um soco da esposa de Michaels na plateia, JBL foi derrotado. Com isso, Michaels libertou-se de qualquer obrigação contratual com JBL.
No Raw de 9 de março, JBL derrotou CM Punk para conquistar o Campeonato Intercontinental, tornando-se o vigésimo Campeão do Grand Slam e da Tríplice Coroa. Ele manteve o título por um mês, o perdendo no WrestleMania XXV para Rey Mysterio em 21 segundos. Após a luta, JBL anunciou sua aposentadoria, confirmada em um blog no dia seguinte.

#### Retorno como comentarista (2011—2017)

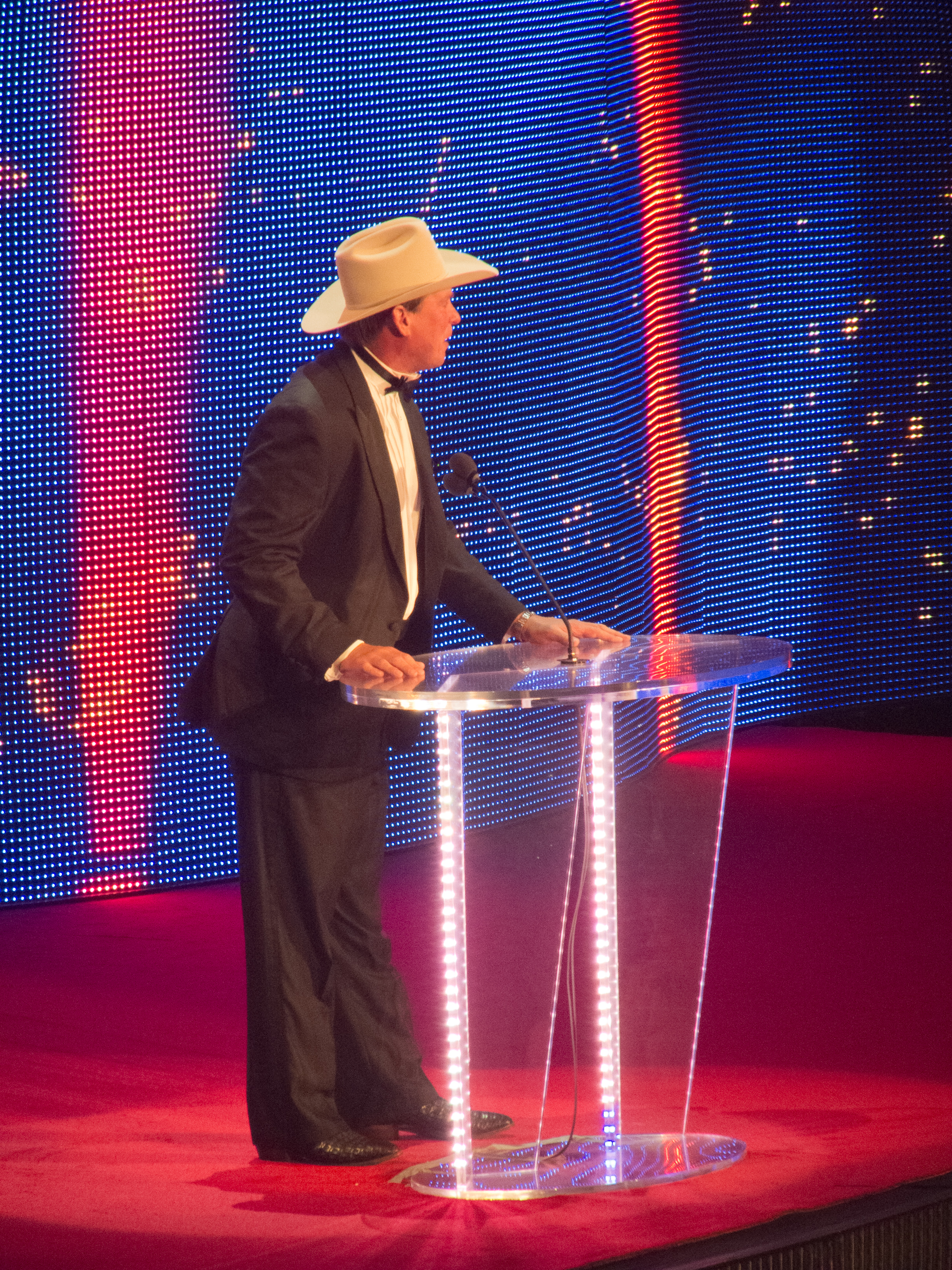
JBL na cerimônia do Hall da Fama da WWE em 2012.

Layfield retornou a WWE no Raw de 7 de março de 2011, escolhido por Michael Cole para ser o árbitro de sua luta contra Jerry Lawler no WrestleMania XXVII. Antes que JBL pudesse assinar o contrato, Stone Cold Steve Austin interrompeu, aplicando-lhe um Stone Cold Stunner e assinando o contrato em seu lugar. Em 31 de março de 2012, Layfield introduziu seu amigo Ron Simmons ao Hall da Fama da WWE. Em 23 de julho, Layfield retornou como um mocinho, no Raw 1000, reformando a APA com Simmons, ajudando Lita em uma luta contra Heath Slater.
No Night of Champions de 2012, Layfield retornou como comentarista ocasional, substituindo Jerry Lawler, que havia sofrido um ataque cardíaco. Layfield foi recontratado pela WWE, tornando-se comentarista do SmackDown com Josh Mathews. A partir de 1 de abril de 2013, Layfield passou a comentar o Raw com Michael Cole e Jerry Lawler. Nas gravações do WWE NXT, JBL foi nomeado Gerente Geral por Triple H. JBL participou do Royal Rumble de 2014, sendo eliminado por Roman Reigns. Em julho, foi retirado do cargo de gerente geral.
Em abril de 2017, Layfield se envolveu em uma controvérsia sobre suposta intimidação de outros funcionários da WWE. A controvérsia surgiu na época devido a alegações de bullying contra Justin Roberts e Mauro Ranallo; Em 2010, Layfield tinha admitido a realização de assédio na WWE, e se recusou a pedir desculpas por isso.

## Carreira nas artes marciais mistas

### Vyper Fight League (2009—2010)
Em abril de 2009, após Layfield deixar a WWE, o dono da Ohio Valley Wrestling (OVW), Danny Davis, anunciou que Layfield se tornaria comentarista e apresentador da Vyper Fight League, empresa de artes marciais mistas afilhada à OVW. A Vyper Fighting League acabou em 2010.

## Outras mídias
Em novembro de 2012, Layfield começou a apresentar um programa sobre esportes no canal da WWE no YouTube, com Michael Cole, chamado The JBL & Cole Show.

## Vida pessoal
Seus pais são Lavelle Layfield, um ministro cristão, e Mary Layfield.
Layfield realizou aparições regulares no programa de televisão de negócios da Fox News Channel, Cashin' In. Sua empresa, Layfield Energy, lançou uma bebida chamada MamaJuana Energy. Em março de 2009, Layfield Energy tornou-se a principal patrocinadora da Ohio Valley Wrestling, um antigo território de desenvolvimento da WWE em Louisville, Kentucky.
Durante um evento da WWE em Munique, Alemanha, em junho de 2004, para conquistar vaias da plateia, Layfield fez diversas saudações nazistas. Estas ações são ilegais na Alemanha se usadas por motivos políticos. Em uma entrevista ao The Washington Post, Layfield explicou "Eu sou mal [na WWE]. Eu tenho que incitar a plateia. Eu tenho feito isto há décadas. Eu realmente não gosto [da saudação nazista] - eu sei como é ruim, eu morei [na Alemanha]. Eu estive em Dachau, vi os lugares onde exterminaram milhões de judeus. Eu desenhei uma linha entre eu e meu personagem. É o mesmo que dizer que Anthony Hopkins (que interpretou Hannibal Lecter) realmente é canibal."
Layfield se casou com Meredith Whitney em 12 de fevereiro de 2005, em Key West, Flórida.

## No wrestling
- Movimentos de finalização
  - Clothesline From Hell / Clothesline From Wall Street (Running high-impact clothesline ou lariat)[1][3][36]
  - JBL Bomb[1] / Release powerbomb[103] – 2005–2008
- Movimentos secundários
  - Abdominal stretch[1]
  - Backbreaker rack[1]
  - Bearhug[1]
  - Big boot[1]
  - Elbow drop[104]
  - Colocar o dedo no olho do oponente[1]
  - Flowing DDT[1]
  - Last Call (Fallaway slam, às vezes da segunda corda)[1][103]
  - Sleeper hold[1]
  - Swinging neckbreaker[1]
- Com Faarooq
  - Movimentos de finalização
    - Aided powerbomb[105]
- Managers
  - Uncle Zebekiah[1][106]
  - The Jackyl[106]
  - Jacqueline[106]
  - Amy Weber[1][106]
  - Jillian Hall[1][106]
- Alcunhas
  - "Big"[103]
  - Justin "Hawk" Bradshaw[103]
  - "JBL"[103]
  - "The Wrestling God"[103]
- Temas de entrada
  - "Born in the U.S.A." por Bruce Springsteen[107] (GWF)
  - "Cotton Eye Joe" por Rednex[107] (GWF)
  - "Longhorn" por Jim Johnston (25 de março de 2004–5 de abril de 2009; 7 de março de 2011–presente)
  - "Protection" por Jim Johnston (enquanto dupla com Faarooq)

## Títulos e prêmios

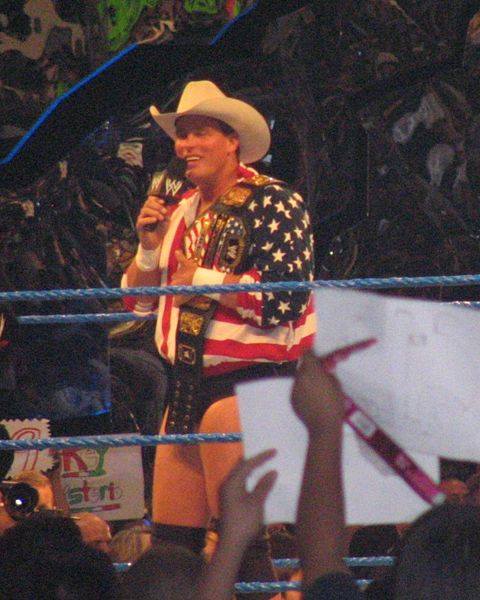
JBL durante seu reinado como Campeão dos Estados Unidos da WWE

### Futebol americano universitário
- Abilene Christian University
  - NCAA Division II All–American de 1989

### Wrestling profissional
- Catch Wrestling Association
  - CWA World Tag Team Championship (1 vez)[108] – com Cannonball Grizzly
- Global Wrestling Federation
  - GWF Tag Team Championship (2 vezes)[8] – com Bobby Duncum, Jr. (1) e Black Bart (1)
- International Wrestling Institute and Museum
  - Prêmio Lou Thesz (2012)[109]
- Memphis Championship Wrestling
  - MCW Southern Tag Team Championship (1 vez)[110] – com Faarooq
- NWA Texas
  - NWA North American Heavyweight Championship (1 vez)[9]
- Ohio Valley Wrestling
  - OVW Southern Tag Team Championship (1 vez)[111] – com Ron Simmons
- Pro Wrestling Illustrated
  - PWI o colocou na #5ª posição dos 500 melhores lutadores individuais em 2005[112]
- Pro Wrestling Report
  - Comentarista do Ano (2006)
- United States Wrestling Federation
  - USWF Tag Team Championship (1 vez) - com The Equalizer[113]
- World Wrestling Federation / Entertainment / WWE[6]
  - WWE Championship (1 vez)[114]
  - WWE Intercontinental Championship (1 vez)[115]
  - WWE United States Championship (1 vez)[116]
  - WWE Hardcore Championship (17 vezes)[29]
  - WWF Tag Team Championship (3 vezes)[117] – com Faarooq
  - WWF European Championship (1 vez)[118]
  - Vigésimo Campeão da Tríplice Coroa
  - Décimo Segundo Campeão do Grand Slam
  - Slammy Award por Webshow Favorito (2013) - The JBL & Cole Show
  - WWE Hall of Fame 2020
  - KURT Angle Great American Award Winner (2004)
- Wrestling Observer Newsletter
  - Melhor Personagem (2004)[119]
  - Pior Luta do Ano (2002) com Trish Stratus vs. Christopher Nowinski e Jackie Gayda no Raw, 7 de julho[119]